# Kafr al-Alawi
Kafr al-Alawi (arab. كفر العلوي) – miejscowość w Egipcie, w muhafazie Al-Minufijja. W 2006 roku liczyła 3616 mieszkańców.